# 樹形圖

事件 A 和 B 的樹形圖

在概率论中，樹形圖（Tree Diagram）是用來表示一個概率空間。
樹形圖可以表示獨立事件（例如多次擲硬幣）和條件概率（例如不放回的抽卡）。每個節點代表一件事，根節點代表概率。